# Крістофер Нкунку
Крістофер Нкунку (фр. Christopher Nkunku, нар. 14 листопада 1997, Ланьї-сюр-Марн) — французький футболіст конголезького походження,  нападник лондонського «Челсі» і збірної Франції.
Виступав за «Парі Сен-Жермен», РБ Лейпциг і молодіжну збірну Франції.

## Клубна кар'єра
Народився 14 листопада 1997 року в місті Ланьї-сюр-Марн. Вихованець юнацьких команд футбольних клубів «Марой», «Фонтенблє» і «Парі Сен-Жермен».
У дорослому футболі дебютував 2015 року виступами за головну команду ПСЖ, за яку відіграв наступні чотири сезони своєї ігрової кар'єри.
У липні 2019 року за 13 мільйонів євро перейшов до німецького РБ Лейпциг, де відразу отримав постійне місце у стартовому складі команди. 15 вересня 2021 року відзначився хет-триком у ворота «Манчестер Сіті» у грі групового етапу Ліги чемпіонів, яку його команда програла з рахунком 3:6.
Після завершення сезону 2022-23, «Челсі» оголосив про підписання Крістофера Нкунку за шестирічним контрактом. Угода була укладена ще взимку. 25-річний футболіст став першим підписанням клубу відтоді, як Маурісіо Почеттіно обійняв посаду головного тренера. Челсі заплатив близько 60 млн. євро (51 млн фунтів стерлінгів).
16 грудня 2023 року в матчі Прем'єр-ліги відзначився першим голом за «Челсі» у ворота «Вулвергемптона».

## Виступи за збірні
2012 року дебютував у складі юнацької збірної Франції (U-16), загалом на юнацькому рівні за команди різни вікових категорій взяв участь у 18 іграх.
2018 року провів 6 ігор за молодіжну збірну Франції.

## Статистика виступів

### Статистика клубних виступів
Станом на 16 вересня 2021
| Сезон                       | Команда                     | Чемпіонат                   | Чемпіонат | Чемпіонат | Національний кубок | Національний кубок | Національний кубок | Континентальні кубки | Континентальні кубки | Континентальні кубки | Інші змагання | Інші змагання | Інші змагання | Усього | Усього |
| Сезон                       | Команда                     | Ліга                        | Ігор      | Голів     | Ліга               | Ігор               | Голів              | Ліга                 | Ігор                 | Голів                | Ліга          | Ігор          | Голів         | Ігор   | Голів  |
| --------------------------- | --------------------------- | --------------------------- | --------- | --------- | ------------------ | ------------------ | ------------------ | -------------------- | -------------------- | -------------------- | ------------- | ------------- | ------------- | ------ | ------ |
| 2015–16                     | «Парі Сен-Жермен»           | Л1                          | 5         | 0         | КФ+КЛ              | 0+0                | 0                  | ЛЧ                   | 1                    | 0                    | СФ            | 0             | 0             | 6      | 0      |
| 2016–17                     | «Парі Сен-Жермен»           | Л1                          | 8         | 1         | КФ+КЛ              | 4+3                | 1+0                | ЛЧ                   | 1                    | 0                    | СФ            | 0             | 0             | 16     | 2      |
| 2017–18                     | «Парі Сен-Жермен»           | Л1                          | 20        | 4         | КФ+КЛ              | 3+3                | 1+0                | ЛЧ                   | 0                    | 0                    | СФ            | 1             | 0             | 27     | 5      |
| 2018–19                     | «Парі Сен-Жермен»           | Л1                          | 22        | 3         | КФ+КЛ              | 5+1                | 0                  | ЛЧ                   | 0                    | 0                    | СФ            | 1             | 1             | 29     | 4      |
| Усього за «Парі Сен-Жермен» | Усього за «Парі Сен-Жермен» | Усього за «Парі Сен-Жермен» | 55        | 8         |                    | 19                 | 2                  |                      | 2                    | 0                    |               | 2             | 1             | 78     | 11     |
| 2019–20                     | «РБ Лейпциг»                | БЛ                          | 32        | 5         | КН                 | 3                  | 0                  | ЛЧ                   | 9                    | 0                    | -             | -             | -             | 44     | 5      |
| 2020–21                     | «РБ Лейпциг»                | БЛ                          | 28        | 6         | КН                 | 5                  | 0                  | ЛЧ                   | 7                    | 1                    | -             | -             | -             | 40     | 7      |
| 2021–22                     | «РБ Лейпциг»                | БЛ                          | 4         | 0         | КН                 | 1                  | 1                  | ЛЧ                   | 1                    | 3                    | -             | -             | -             | 6      | 4      |
| Усього за «РБ Лейпциг»      | Усього за «РБ Лейпциг»      | Усього за «РБ Лейпциг»      | 64        | 11        |                    | 9                  | 1                  |                      | 17                   | 4                    |               | -             | -             | 90     | 16     |
| Усього за кар'єру           | Усього за кар'єру           | Усього за кар'єру           | 119       | 19        |                    | 28                 | 3                  |                      | 19                   | 4                    |               | 2             | 1             | 168    | 27     |